# Bobr kanadský

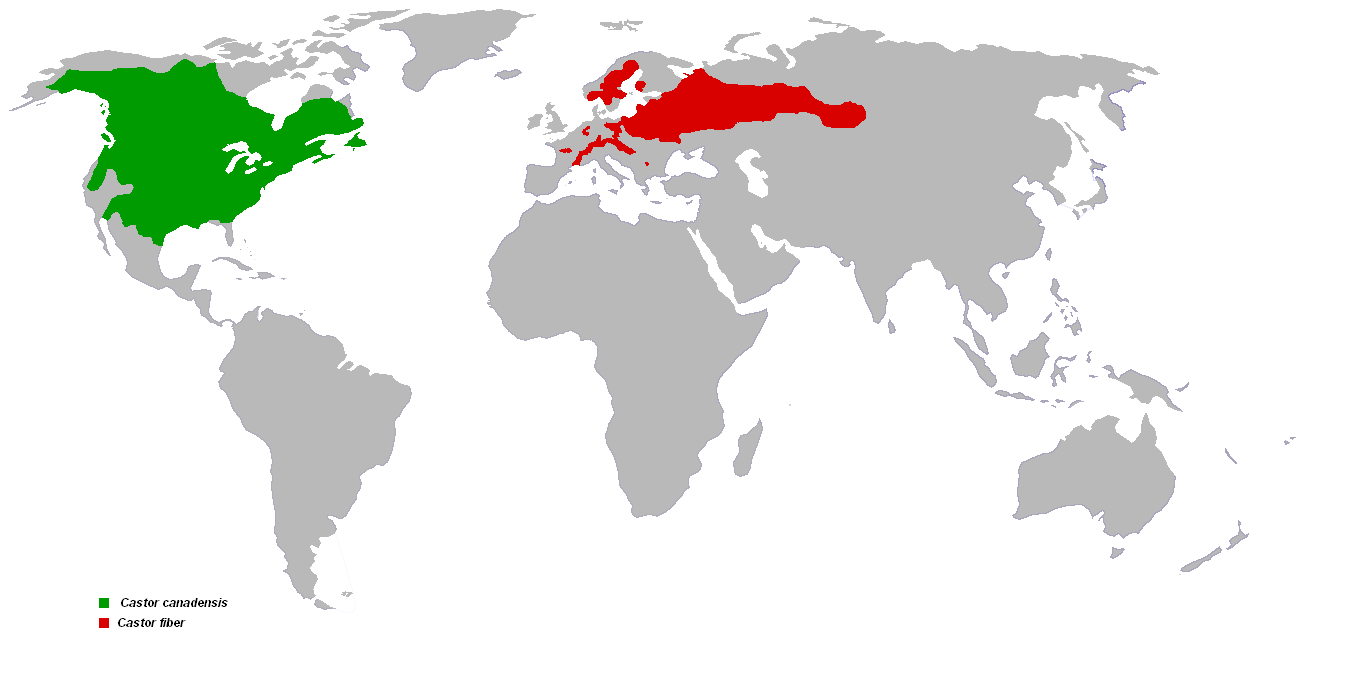
Mapka s rozšířením bobra kanadského (zeleně) a bobra evropského (červeně)

Bobr kanadský (Castor canadensis) je vodní hlodavec s hustou rezavě červenou srstí. Jeho potravu tvoří části rostlin (listy, větvičky, lýko…) a vodní rostliny. Staví si bobří hráze a doupata, vedle člověka je velkým stavitelem. Dříve byl ohrožen lovem pro svou cennou kožešinu. Mimo svou domovinu byl uměle vysazen a uchytil se v Evropě a v Patagonii. V Patagonii je hodnocen jako nebezpečný invazní druh.

## Popis
Jedná se o vodního hlodavce s rezavě červenou srstí. Hlavním poznávacím znakem je široký a shora zploštělý ocas s kožovitými šupinami a řídkými, hrubými chlupy. Zadní chodidla jsou vybavená plovacími blánami mezi prsty.

### Tělesné rozměry
- Délka těla: 60-90 cm
- Délka ocasu: 25-40 cm
- Výška v kohoutku: 16-18 cm
- Hmotnost: 11-30 kg

### Rozmnožování
- Pohlavní dospělost: ve 3. roce
- Období páření: předjaří
- Délka březosti: 105 dní
- Počet mláďat: až 8

### Způsob života
- Chování: společenské, žijící ve vodě, aktivní převážně v noci;  staví hráze, způsobuje zaplavení velkých území
- Potrava: rostliny, kůra stromů
- Délka života: 15-21 let

### Zeměpisné rozšíření
Bobr kanadský pochází z Kanady a velké části Spojených států.

## Přizpůsobení
Bobr kanadský má nepromokavou srst s hedvábnou podsadou, která je překrytá vrstvou dalších, lesklých pesíků. Má široký, plochý ocas pokrytý šupinami. Slouží mu nejen jako kormidlo a pro pohon, ale také jím oznamuje hrozící nebezpečí, když jím plácne o vodu. Má plovací blány mezi prsty. Nozdry a uši se mu pod vodou uzavírají chlopněmi ve tvaru ventilačních záklopek, oči má chráněné průhlednou blanou-mžurkou, která umožňuje vidění i pod vodou. 

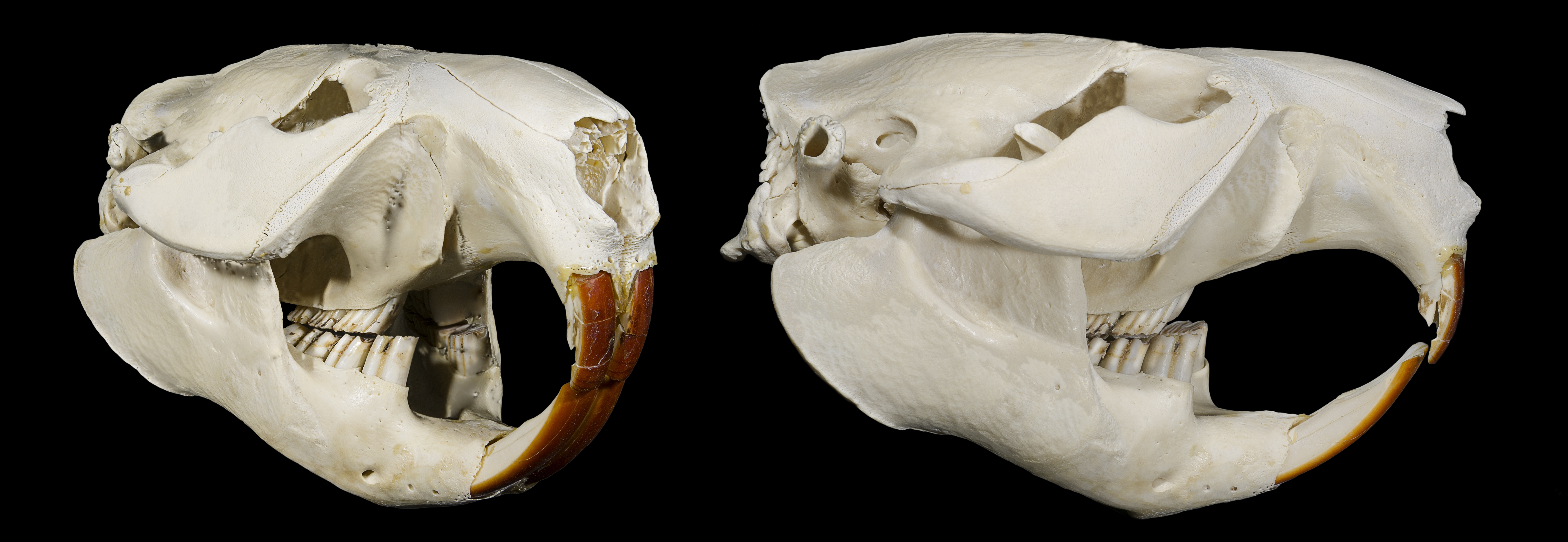
Lebka

Na přední straně řezáků najdeme žlutooranžovou vrstvu tvrdé skloviny, která se obrušuje pomaleji než zbytek zubu. Tak se vytváří tvrdá a ostrá hrana. Bobři také mohou hlodat pod vodou, protože umí stáhnout pysky za hlodáky a jazyk jim přitom utěsní hrdlo. 
Dlouhé hmatové vousy umožňují orientaci ve tmě.

## Potrava
Bobři mají větve jako hlavní složku své potravy, které si odkusují ze stromů pomocí silných řezáků. Na zimu si bobři připravují zásoby potravy. Na podzim proto tráví mnoho času kácením stromů, které následně zpracovávají na menší kusy svými hlodáky a dopravují je kanály k obydlím. Tam je ukládají pod vodou poblíž vchodů do hradu nebo pobřežních nor. Bobři nemají žádné období zimního spánku, ale populace v severní části svého teritoria tráví celou zimu v obydlí a vynořují se jen pro potravu. V létě si bobři rozmanitou zimní stravu doplňují vodními rostlinami, bodláky, puškvorcem a větvemi s listy, semeny a kořeny stromů. Bobři mohou najít dostatek potravy pouze v zdravých lesnatých krajinách.

## Rozmnožování
Bobři žijí ve velkých a stálých rodinných skupinách. Skupina se skládá z rodičovského páru, jeho letošních mláďat a mláďat z předchozího roku. Mladí bobři opouštějí rodinu obvykle ve věku dvou let a hledají vhodné místo pro vybudování obydlí a založení vlastní rodiny během asi dvacetikilometrového putování.
Předpokládá se, že bobři žijí v trvalých párech, které se začínají pářit již během zimy. Mláďata se rodí v komůrce uvnitř hradu nebo systému chodeb koncem jara. Po narození jsou již porostlá srstí a po několika hodinách jsou schopná plavat. Obvykle ale neopouštějí hrad, protože jsou příliš lehká a potopilo by je, kdyby se pokusila vrátit zpět ke vchodu.
Matka kojí mláďata přibližně šest týdnů, poté celá rodina přináší potravu. Když se mláďata začnou vydávat na vycházky, matka je neustále hlídá.

## Zjištění
Kvůli noční aktivitě můžeme přítomnost bobrů v dané lokalitě zjistit podle ohlodaných stromů, stop, kupovitých staveb z větví (bobřích hradů) a podle hrází. Podle místních podmínek si bobři nemusí postavit hrad.

## Výskyt
Bobr kanadský se vyskytuje v Severní Americe, byl vysazen i v Evropě. Žije ve vodním prostředí. Je ukazatelem čisté přírody.

## Obrázky

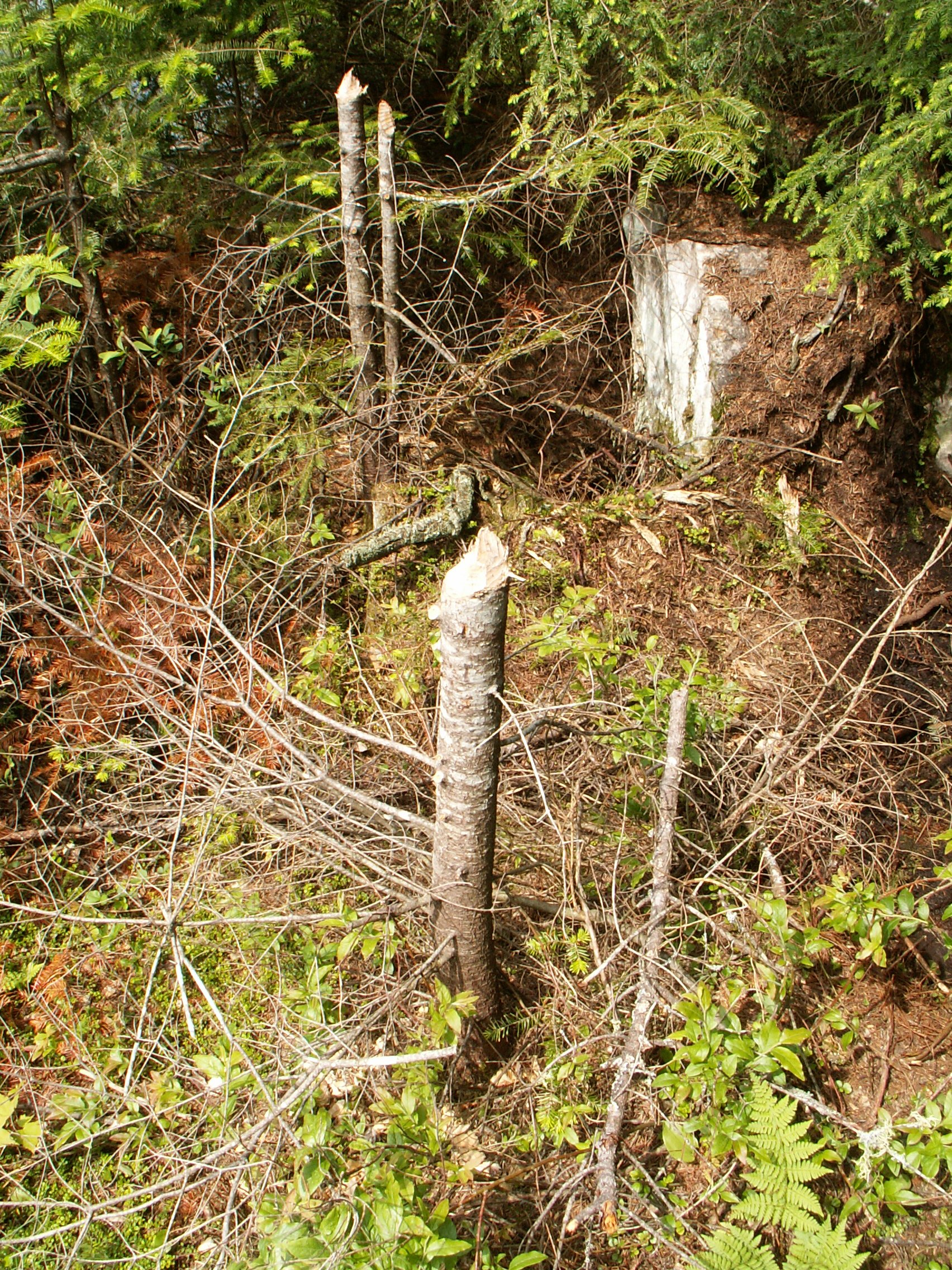
Pokácený strom
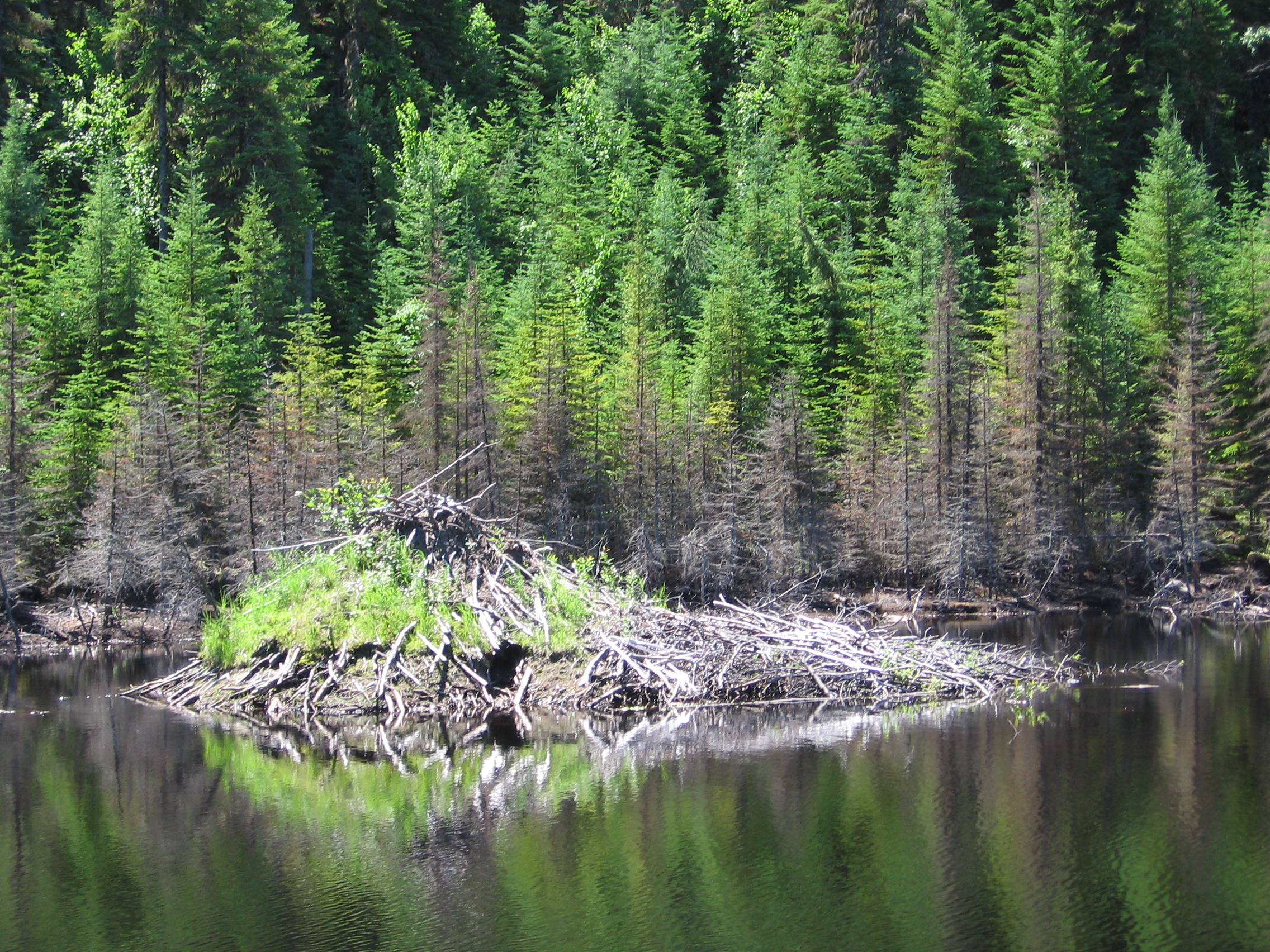
Doupě
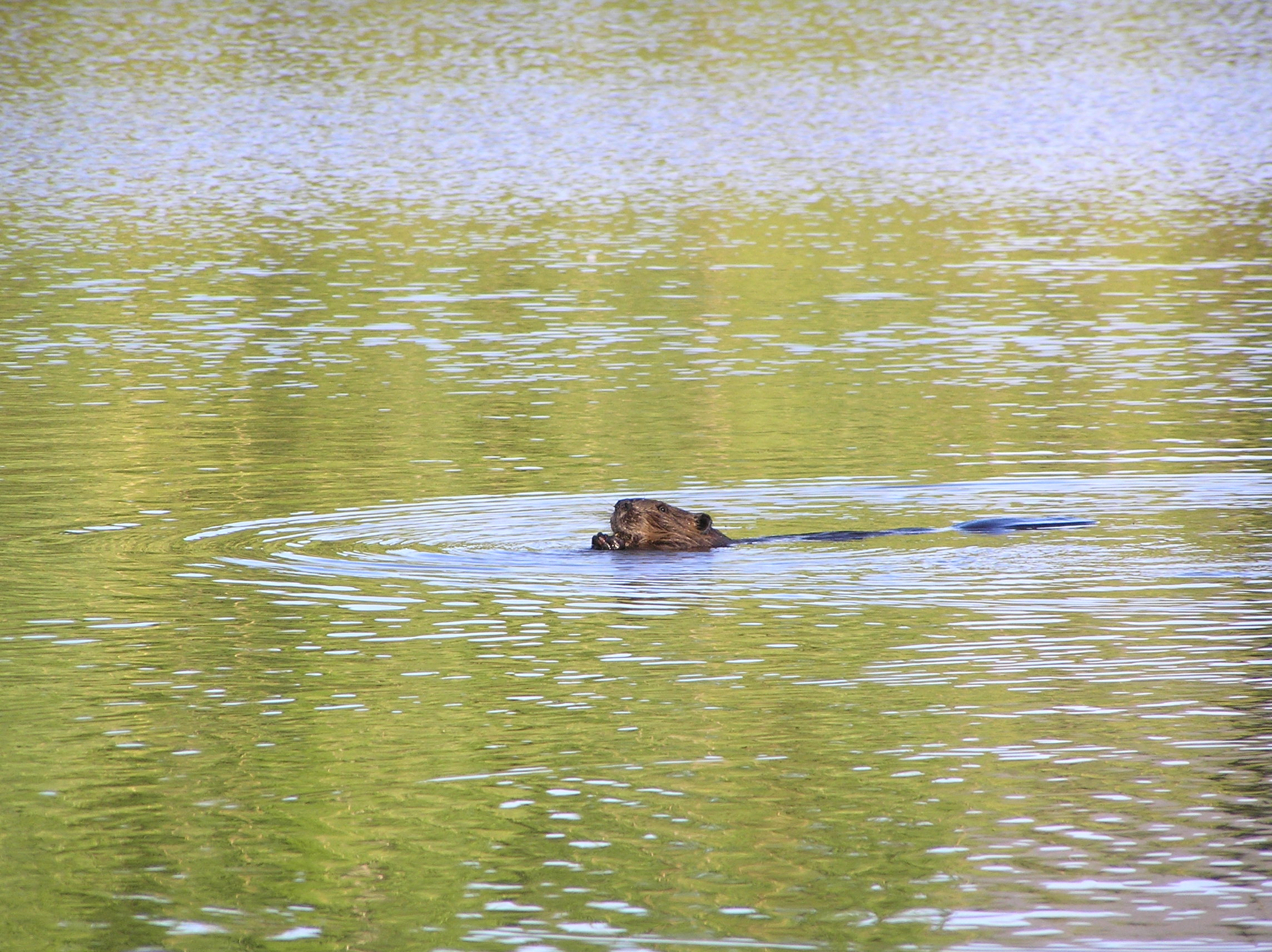
Při pohybu ve vodě vyčnívá nad hladinu jen vrchní část hlavy